# Iglesia de Santa María la Virgen (Tarrant Crawford)
La Iglesia de Santa María la Virgen (en inglés: Church of St Mary the Virgin) es un edificio religioso situado en Tarrant Crawford, en el condado inglés de Dorset (Reino Unido), fue construido en el siglo XII y está incluido en la Lista del Patrimonio Nacional de Inglaterra como monumento clasificado de grado I, y ahora es una iglesia redundante bajo el cuidado del Churches Conservation Trust. Fue transferido al fideicomiso el 1 de julio de 1988.

## Historia
La iglesia es todo lo que queda de la desaparecida Abadía de Tarrant, por lo que pudo haber sido una iglesia laica. La abadía fue fundada en el siglo XIII por Ralph de Kahaines (de la cercana localidad de Tarrant Keyneston) como un convento cisterciense.
El presbiterio de pedernal data del siglo XIII y la nave, la torre y el pórtico se construyeron en el siglo XIV. La torre del siglo XV alberga tres campanas, dos de ellas medievales y una del siglo XVII. El tejado de la nave, fue añadido a principios del siglo XVI. En 1911 se llevó a cabo una importante restauración de la iglesia.
El interior incluye varias tapas de ataúdes del siglo XIII, que fueron trasladadas desde la abadía y podrían estar relacionadas con dos de las personas más famosas asociadas con ella. La primera es la reina Juana, esposa de Alejandro II de Escocia e hija del rey Juan de Inglaterra (hermano y sucesor de Ricardo I), que está enterrada en el cementerio (supuestamente en un ataúd dorado). El segundo es el obispo Richard Poore, constructor de la catedral de Salisbury, que fue bautizado en la iglesia de la abadía y más tarde (en 1237) enterrado en la propia abadía, que él mismo fundó. Durante algún tiempo fue decano de la antigua catedral de Old Sarum y más tarde se convirtió en obispo de Chichester, luego de Salisbury y finalmente de Durham.

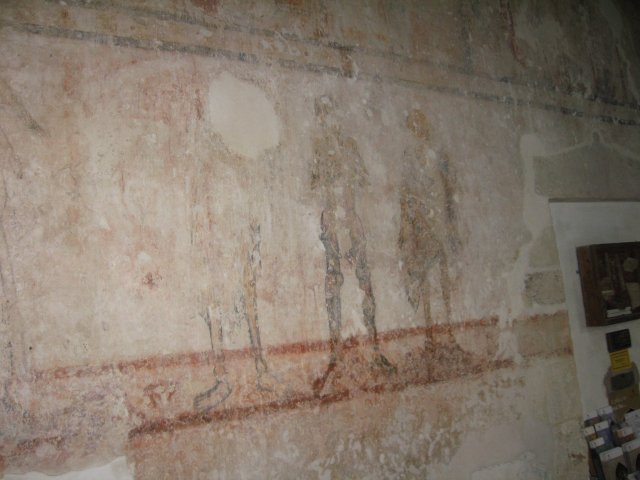
Algunas de las pinturas murales que se conservan en el interior de la iglesia

En su interior también se puede encontrar vidrieras del siglo XV, una pila bautismal del siglo XVI y un púlpito octogonal con bancos revestidos con molduras del siglo XVII. Las pinturas murales medievales cubren la mayor parte de las paredes de la nave y el presbiterio y datan de los siglos XIII y XIV. Un conjunto de imágenes representa los actos de Santa Margarita de Antioquía. La escena de la Anunciación data del siglo XIV y muestra la figura alada de Gabriel y la Virgen. La pared sur tiene dos filas de pinturas una sobre otra. La fila inferior muestra tres reyes o príncipes y tres esqueletos, que se cree que representan «el vacío del rango y las riquezas terrenales».
La asistencia a la iglesia disminuyó después de la Segunda Guerra Mundial y se declaró redundante, pasando a ser responsabilidad del Churches Conservation Trust en 1988. Se gastaron 100 000 libras en reparaciones de mampostería y en hacerla resistente a la intemperie. Otras 68 000 libras se invirtieron entre 2003 y 2007 para mejorar el drenaje, erradicar el escarabajo reloj de la muerte y estabilizar y volver a techar la torre.